# José Feliciano
José Montserrate Feliciano García (Lares, 10 settembre 1945) è un cantautore, chitarrista e compositore portoricano.
Feliciano è ritenuto uno dei più noti cantanti e chitarristi latinoamericani al mondo ed è riconosciuto come il primo artista di lingua spagnola ad aver riscosso successo commerciale e di critica nel resto del mondo.
Nella sua lunga carriera musicale, ha vinto 7 Grammy Awards ed ha venduto oltre 3 milioni di copie certificate nei soli Stati Uniti.
Grande successo hanno ottenuto le sue cover di Light My Fire, Suzie Q e California Dreamin, oltreché la sua hit natalizia Feliz Navidad. Divenne famoso in Italia grazie alla sua partecipazione al Festival di Sanremo 1971 con il brano Che sarà.

## Biografia

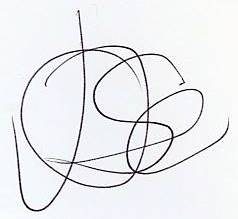
firma di José Feliciano

José Feliciano nacque cieco (a causa di un glaucoma congenito) a Lares, con 10 fratelli in una famiglia poverissima. All'età di 5 anni emigrò a New York, dove crebbe e si formò musicalmente. Già a quell'età accompagnava alla fisarmonica - e faceva da percussionista su scatole in metallo di cracker - lo zio musicista negli spettacoli in strada in bolero latino-americani. A 9 anni entrò in possesso della sua prima chitarra: incominciò dunque a studiare lo strumento da autodidatta, ascoltando i pochi dischi che possedeva, e che spaziavano da Andrés Segovia fino ai chitarristi jazz come Wes Montgomery, arrivando a suonare anche fino a 14 ore al giorno. Entrò così in una scuola per chitarra e musica classica e divenne un eccellente chitarrista e polistrumentista (suona oltre 30 strumenti): il suo obiettivo era diventare un chitarrista classico e jazz, sogno che aveva portato avanti fin da ragazzino ma la necessità di portare soldi a casa lo portò a suonare e anche cantare nei locali di New York. Fu così che ascoltando la musica di Ray Charles, Sam Cooke, Elvis Presley e altri artisti americani degli anni 50, incominciò quindi a cantare e suonare nei pub del Greenwich Village di New York, emergendo nello stesso periodo in cui esplodevano sul panorama musicale tanti artisti folk poi divenuti famosi, da Bob Dylan (che spesso lo seguiva nelle serate, esibendosi uno dopo l'altro) a Joan Baez. Divenne una delle attrazioni più richieste nei locali della zona, i giornali cominciarono a parlare di un grande talento, ma in toni ancora più entusiastici parlavano della sua chitarra.

Incominciò così a essere un'attrazione in varie città americane insieme al gruppo che aveva formato, e all'età di 18 anni ottenne il suo primo contratto con la RCA che nel 1964 gli fece registrare il suo primo singolo e di seguito il primo LP di canzoni classiche contemporanee: canzoni che furono trasmesse in diverse radio americane, senza tuttavia raggiungere il successo. Ma fu nel 1965, a 20 anni, in seguito a un altro album folk-rock in lingua inglese, che José venne richiesto dalla RCA argentina per partecipare al loro più importante festival della Canzone di Mar de Plata, dove arrivò per il giovane chitarrista un travolgente successo con l'interpretazione "a modo suo" di alcune canzoni di inizio secolo, i bolero latino americano, dell'America Latina e Centrale di cui Jose fu il primo artista a riscoprirle e a "reinterpretarle" in chiave pop-blues. Registrò quindi una serie di canzoni di questo genere in lingua spagnola, che diventarono Hit e gli consentirono di riempire stadi da 120 000 persone per i suoi concerti sparsi in tutto il centro e Sud America.

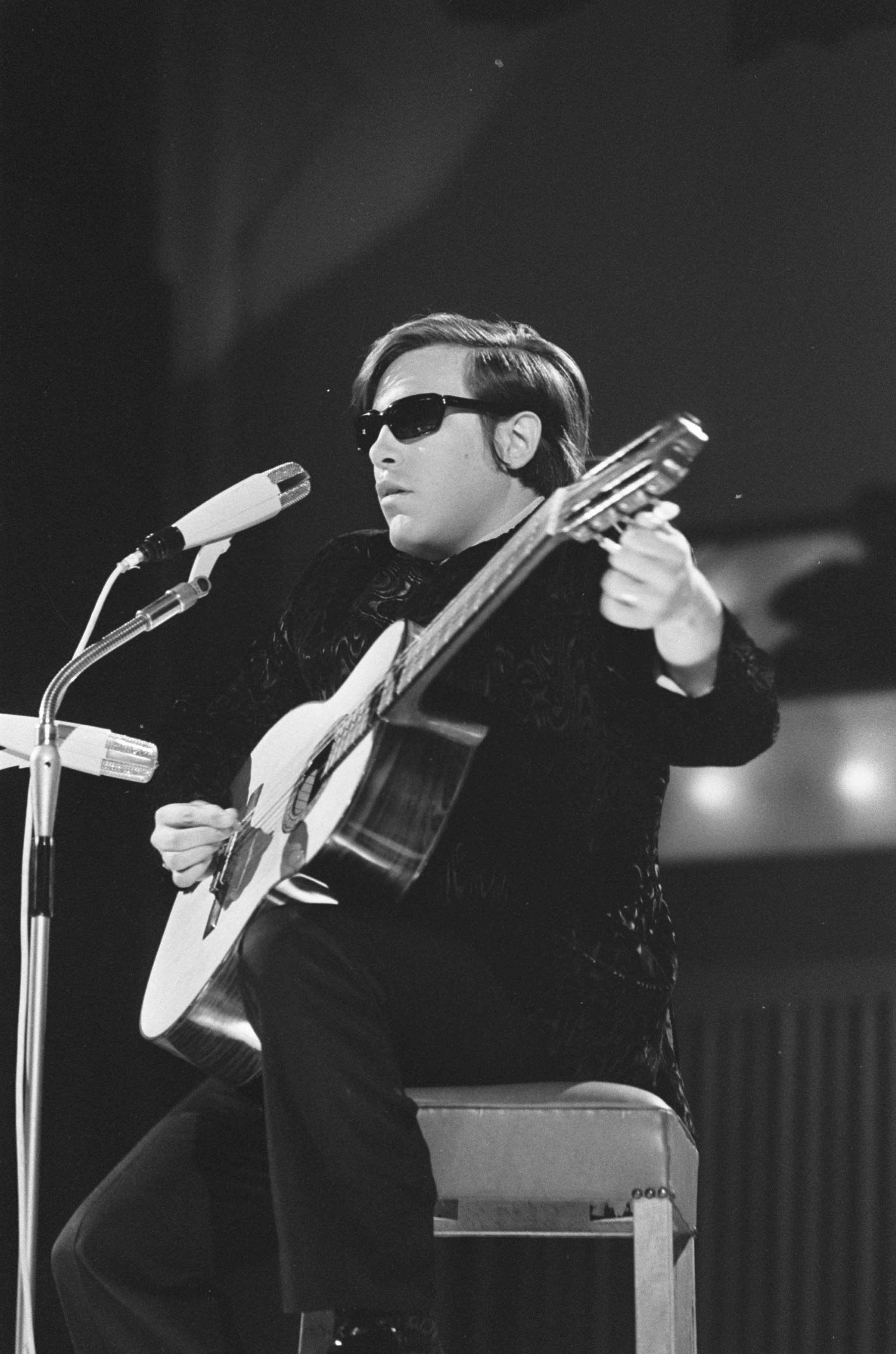
Jose Feliciano (1971)

Ma la vera svolta internazionale arrivò nel 1968, a 23 anni, quando la RCA lo richiamò negli USA e gli affidò uno dei suoi più importanti produttori di allora, Rick Jarrard, che già produceva con successo artisti come i Jefferson Airplane; così incominciò la collaborazione che portò all'album più importante della carriera di José: Feliciano!, contenente Light My Fire, California Dreamin', Sunny, In My Life e ulteriori cover di canzoni pop-rock degli anni 60, oltre a assoli di chitarra, completamente riscritti da Feliciano, che musicalmente creò qualcosa fino a quel tempo mai fatto, ovvero una fusione tra tutto quello che era il pop-folk-funky americano con le sonorità e l'interpretazione vocale latine, utilizzando chitarra classica, conga, flauti, il tutto senza dimenticare l'interpretazione soul, che in grande parte proveniva proprio dai cantanti afro-americani che Feliciano ebbe sempre come guide di riferimento.
Grazie a questi suoi meriti Jose è oggi considerato in USA il primo artista crossover tra il mondo latino e la musica pop anglosassone, l'ispirazione quindi per moltissimi artisti che si sono poi susseguiti negli anni, da Gloria Estefan ai più recenti Ricky Martin, Christina Aguilera; lo stesso Carlos Santana ha definito José una delle 3 persone al mondo alle quali deve un particolare ringraziamento. Il grande successo statunitense dell'album fece di Feliciano uno degli artisti più discussi, procurandogli critiche positive e toni entusiastici, nonché parecchie partecipazioni a trasmissioni televisive.
Era ormai una star affermata, ricercata per duetti con le star più importanti di Hollywood (guadagnandosi anche una stella nella famosa Hollywood Walk of Fame), compreso Frank Sinatra. I suoi rifacimenti di canzoni famose suscitarono però aspre critiche di fan e ascoltatori dei gruppi che avevano lanciato tali canzoni e della stampa musicale, che malsopportava gli stravolgimenti dei brani di gruppi cult come i Doors, i Beatles o i The Mamas & the Papas. Nonostante questi imprevisti, il successo dell'album fu talmente clamoroso che Feliciano! e il singolo Light My Fire raggiunsero le vette delle classifiche di mezzo mondo, dagli USA all'Australia, dall'Inghilterra al Brasile, fino ai paesi del Nord Europa, dell'Asia e dell'Africa.
Nel 1968 Feliciano ottenne 5 candidature ai premi Grammy, aggiudicandosene 2, per la Miglior canzone Pop dell'anno (Light My Fire) e Migliore Nuovo Artista dell'anno.
A consolidare questo successo ci pensarono altri quattro album realizzati tra il 1968 e il 1970, che ottennero un enorme successo in giro per il mondo (Souled, Alive Alive-o, 10to23 e "Fireworks", tutti dischi d'oro in paesi diversi).
Questo grande successo iniziale venne fermato da un evento disastroso per la carriera di Feliciano: fu infatti invitato a cantare l'inno nazionale statunitense The Star-Spangled Banner alla più importante finale USA di baseball, proprio nel periodo del forte scontro con il patriottismo americano durante la guerra del Vietnam; Feliciano cantò ancora una volta quell'inno a modo suo, stravolgendolo, per la prima volta nella storia americana: davanti a oltre 50 milioni di telespettatori realizzò una versione soul-blues totalmente personale e involontariamente offensiva per gli americani (successivamente ne vennero fatte altre versioni da Jimi Hendrix, Aretha Franklin, Marvin Gaye e Ray Charles).

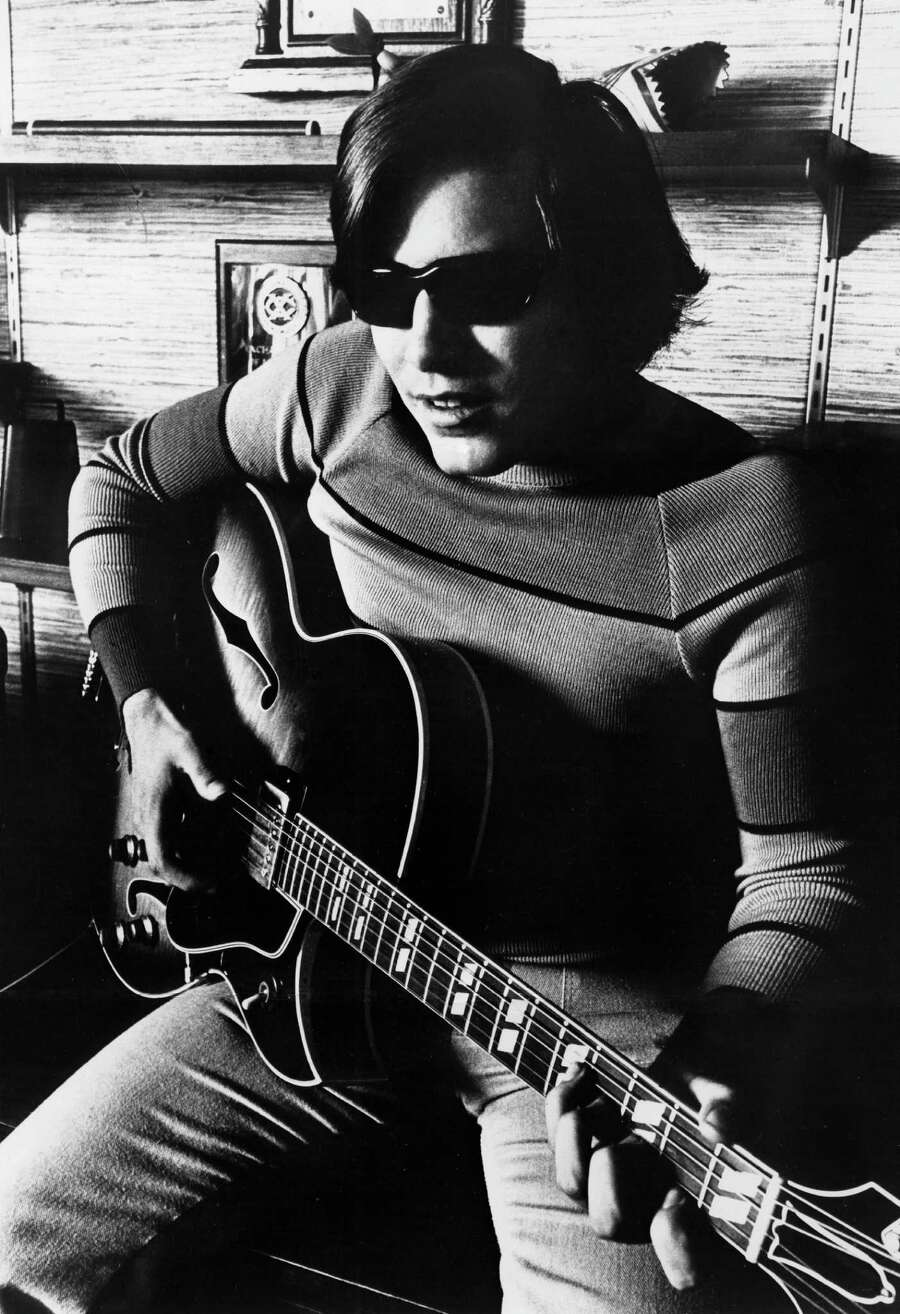
Feliciano nel 1973

Gli americani conservatori, che costituivano la maggioranza del suo pubblico di riferimento, non perdonarono a un "non nativo americano" di poter modificare il proprio inno. Il risultato fu che il giorno successivo giornali e la stessa tv americana furono subissate di lettere di protesta per aver trasmesso quell'"indecenza anti-americana": da quel momento le radio americane incominciarono a non trasmettere e a rifiutare i dischi di Feliciano, il quale venne presto relegato a essere una star per soli musicisti e per un suo pubblico di nicchia. Rick Jarrard se ne andò poco dopo e la stessa RCA gli tolse il budget a disposizione e il proprio supporto per la realizzazione dei dischi successivi, incisi nel lasso di tempo tra il 1971 fino a quando decise di andarsene, nel 1975, e tutti entrati nelle Billboard Top 200 USA, ma comunque lontani dalla grande diffusione.
Solo nel 1974 Feliciano ottenne un buon riscontro grazie a una canzone, Chico And the Man, sigla di una popolare sit-com TV e amata dalle popolazioni latine in USA. Nello stesso periodo partecipò come chitarrista alla registrazione di svariati album di altri artisti: Court and Spark di Joni Mitchell, Justments' di Bill Withers e soprattutto Rock'n'Roll di John Lennon che in più interviste aveva elogiato le sue versioni delle canzoni dei Beatles come le sue preferite. Lo stesso Bill Withers partecipa come autore, arrangiatore e musicista nell'album di Feliciano Compartmets del 1973 co-prodotto da Steve Cropper che produrrà altri 2 album di Jose Feliciano tra il 1972 e il 1974.
La carriera di Feliciano rimase così in balia di eventi occasionali, toccando anche i più importanti teatri e orchestre del mondo. Si dedicò quindi a spettacoli in giro per il mondo, alla produzione di Hit per i mercati asiatici, australiani, nordeuropei e sovietici; periodo di eccellente produzione artistica, culminò con il grande successo esclusivamente austriaco della Hit Sound of Vienna, nel 1987.
Voluto dalla RCA Italiana per partecipare a Sanremo nel 1971 con una canzone scritta dall'amico Jimmy Fontana, Feliciano risale alla ribalta del successo con Che Sarà, canzone che raggiunse le vette delle classifiche italiane, europee, giapponesi, e che ribadì il suo successo nelle versioni spagnola, Qué Será, e inglese, Shake a Hand. Feliciano cantò in abbinamento con i Ricchi e Poveri, ma fu la sua la versione più applaudita dal pubblico del Salone delle Feste del Casinò sanremese. In Italia, la canzone non solo divenne un singolo di successo, ma portò nella top10 l'album-raccolta Che sarà, ma soprattutto Fireworks, del 1970, nonché Dal Vivo volume 1 e Dal Vivo volume 2, che rientrarono nella Top 20.
Per il resto però in USA e nei mercati che più sono legati alla discografia USA come Regno Unito e alle major principali per i grandi circuiti mondiali che nascono dagli USA, Feliciano viene invece tenuto lontano e pian piano scompare. Nel 1976, dopo svariati cambiamenti di manager e direzioni musicali, passa a una piccola casa discografica, Private Stock, con cui realizza la colonna sonora del film Aaron Loves Angela, la cui canzone principale è Angela (canzone che in Italia nel 1976 arriva in Top 20 nei singoli ed è interpretata anche da Mina nel suo ultimo concerto e da Fausto Papetti nei suoi coevi album di successi), e poi l'album Sweet Soul Music, un album molto diverso, ancora una volta, dal genere tipico di Feliciano ma musicalmente molto importante e ricco di Soul e R&B, prodotto direttamente da Jerry Wexler (già produttore di Ray Charles e Aretha Franklin tra gli altri).
Dopo questa parentesi, un divorzio e nuova moglie, la carriera discografica si ferma fino al 1981, quando entrando alla Motown Records e prodotto dal capo Berry Gordy prima e poi in altro album del 1983 dal ritorno con Rick Jarrard, si tenta di rilanciarlo ancora nel mondo della musica americana. La cosa fallisce ancora una volta nonostante due ottimi lavori: qualche posizione in classifiche USA di R&B (con la cover di I Wanna be Where You Are) e Country (con la sua Let's Find Each Other Tonight, utilizzata anche dai fratelli Cohen nel film Fargo del 1996) e in qualche altro paese, ma questo è nulla a confronto di quanto ottengono due album voluti dalla stessa Motown nuova divisione "Latino" registrati in contemporanea a quelli in inglese: cioè i suoi primi album cantati in spagnolo dopo oltre un decennio, che avevano trovato uno spazio per Feliciano nella comunità ispanica in USA e nel suo ritorno nei mercati dell'America latina dove di fatto mancava dal 1971: questi album, Escenas de amor del 1982 (che include anche un duetto alla chitarra con Carlos Santana in Samba pa ti) e Me enamore del 1983 raggiungono un grande successo in tutta l'America Latina, nelle classifiche USA per la sezione "latin" e in Spagna.
Nel 1984 la RCA lo riassume per realizzare altri tre album in spagnolo di grande successo in quei mercati, vincendo altri Grammy Award nelle sezioni latine e venendo poi conteso da altre major discografiche che si sono poi susseguite fino a oggi come EMI, Capitol, Polygram e Universal, ma tutti con la clausola esclusiva di realizzazione di dischi prettamente latini cantati in spagnolo, cosa che infatti avviene fino a oggi. Tutti dischi per quei mercati che non hanno però più ridato a José ciò che lui ha sempre richiesto di poter fare a tutte queste case discografiche: non solo musica latina o melodica, ma qualunque genere musicale internazionale.
Stessa sorte è capitata alle capacità di Feliciano come chitarrista in ogni genere musicale, dalla classica, al flamenco, al jazz, al folk e persino all'hard rock fino alla sua personalissima interpretazione di accompagnarsi nel canto di qualunque canzone pop (anche molto semplice) con uno stile tutto suo, con tecnica tipicamente flamenco fusa assieme alle tecniche di chitarra classica accompagnandosi a cinque dita con pollice per i bassi e le altre dita in contemporanea per le altre corde della chitarra sino a suonare con la mano sinistra. Cose che lo hanno ripagato con il premio in USA per cinque anni come miglior chitarrista Pop dalla rivista Guitar Player e contemporaneamente votato e premiato nelle categorie jazz, rock e classica; tutti aspetti di Feliciano che, assieme al fatto che nei dischi in inglese era solito suonare svariati strumenti e fare estemporizzazioni liberamente jazz e strumentali, nei dischi di canzoni latine gli sono negati.
Nel 1995 dopo circa un ventennio di assenza viene invitato in Italia a partecipare alla trasmissione televisiva Mina contro Battisti di Canale 5 con altri grandi cantanti dove con due strepitose versioni delle battistiane La canzone del sole e Il mio canto libero ottiene un buon ritorno di popolarità che lo porterà a realizzare negli anni svariati tour di concerti nel paese da dove mancava da oltre un ventennio e soprattutto a essere poi invitato nel 1998 come ospite straniero alla serata finale del Festival di Sanremo di quell'anno dove potrà di nuovo dimostrare la sua grandezza essendo in quell'edizione l'unico artista straniero che canterà dal vivo con l'orchestra (anno in cui furono ospiti grandi nomi come Madonna, Céline Dion, Bryan Adams, Robert Plant e Jimmy Page) due canzoni, ovvero la riproposizione di Che sarà e l'allora nuovo singolo in spagnolo Americano che non otterrà però successo nelle classifiche italiane ma darà a Jose la possibilità di incidere di nuovo in italiano, nel 2000, assieme a Fabio Concato una versione della canzone M'innamoro davvero già interpretata sempre nello stesso anno dal solo Concato e partecipare come chitarrista al suo album nella canzone Canto d'amore.
Feliciano ha eseguito la canzone tema, Behind the Mask, per la serie TV La regina di spade nel 2000.
Negli anni 2000 Feliciano, solo tramite il suo sito o al di fuori della grande distribuzione, ha realizzato piccoli progetti fatti per lo più con la sua band con nuove canzoni in inglese realizzate nel suo studio e soprattutto di registrazioni "live" nei suoi concerti. Tra questo anche il suo ultimo lavoro che nel 2006 Feliciano ha messo on line nel suo sito, cioè il suo primo album completamente strumentale, Six String Lady, dedicato alla chitarra e al suo maestro Andrés Segovia ma che include oltre a brani di chitarra classica svariati temi newjazz, flamenco e rock.

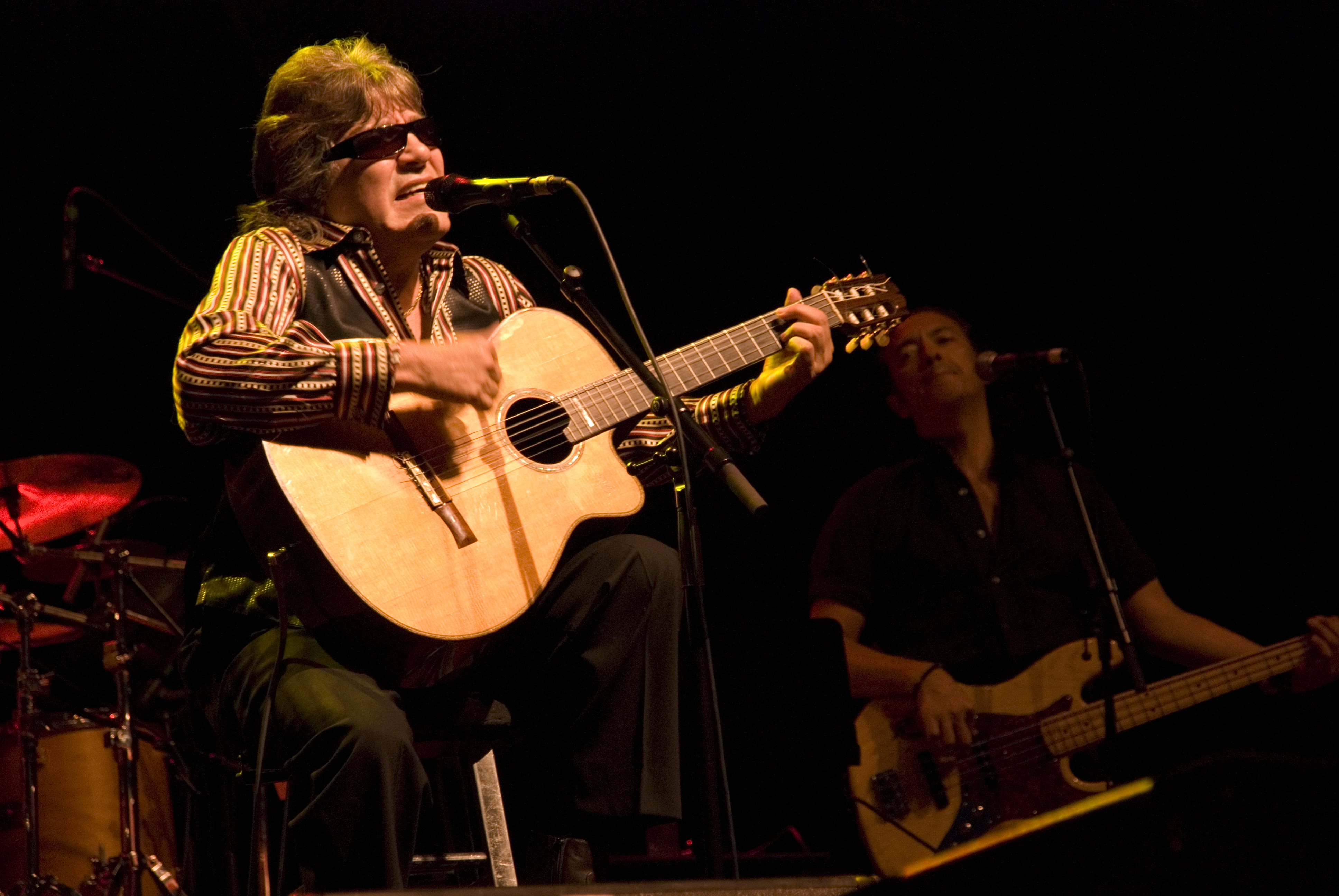
José in concerto nel 2007, in Belgio

Tra il 2006 e il 2008 incide 4 nuovi album, 3 di lingua spagnola per la Siente Music di proprietà della Universal Music (A Mexico con Amor, Senor Bachata e Con Mexico en el Corazon) tutti entrati nelle classifiche "latin" Usa, e 1, tutto in inglese e autoprodotto, distribuito dalla etichetta minore Hip-o! records, che include per la prima volta 17 canzoni rock e pop tutte scritte da Feliciano, che si distaccano completamente da tutta la precedente produzione e tra cui sono inclusi lo strumentale Baker Things dedicato al Jazzista Chet Baker e il brano di protesta contro la guerra in Iraq Killing's not the answer.
Il 14 novembre 2008 a Houston l'album Senor Bachata dopo la nomination riceve il 7º premio Grammy per José, questa volta come "miglior album Tropical-Latin" nella oggi distaccata manifestazione "Latin Grammy" che integra i Grammy statunitensi alla musica Latina. Grammy poi (8º) vinto ancora da Jose a febbraio 2009 ai veri e propri Grammy americani a Los Angeles
Nel 2009 Feliciano abbandona la casa discografica Siente Music, sezione latina della Universal, dopo una serie di album per il mercato latino di medio successo. Pubblica però 3 nuovi lavori di suo interesse: il DVD del gran concerto a Parigi The Paris Concert del 2008 e due nuovi album solo per il mercato del download digitale dal suo sito personale: American Classics, dedicato alla reinterpretazione di classici della canzone americana anni 50 e 60, perlopiù provenienti dalla discografia di Frank Sinatra, e l'album completamente strumentale Djangoisms, tributo al chitarrista Django Reinhardt che assieme a Segovia è stato suo ispiratore. Il 13 ottobre 2009 Jose Feliciano è invitato in rappresentanza in concerto alla Casa Bianca dal presidente Usa Barack Obama alla Festa dedicata alla cultura Latina negli Usa. È la terza volta che Jose rappresenta la comunità latina negli Usa alla casa Bianca, in precedenza era stato invitato dal Bill Clinton e da Ronald Reagan.

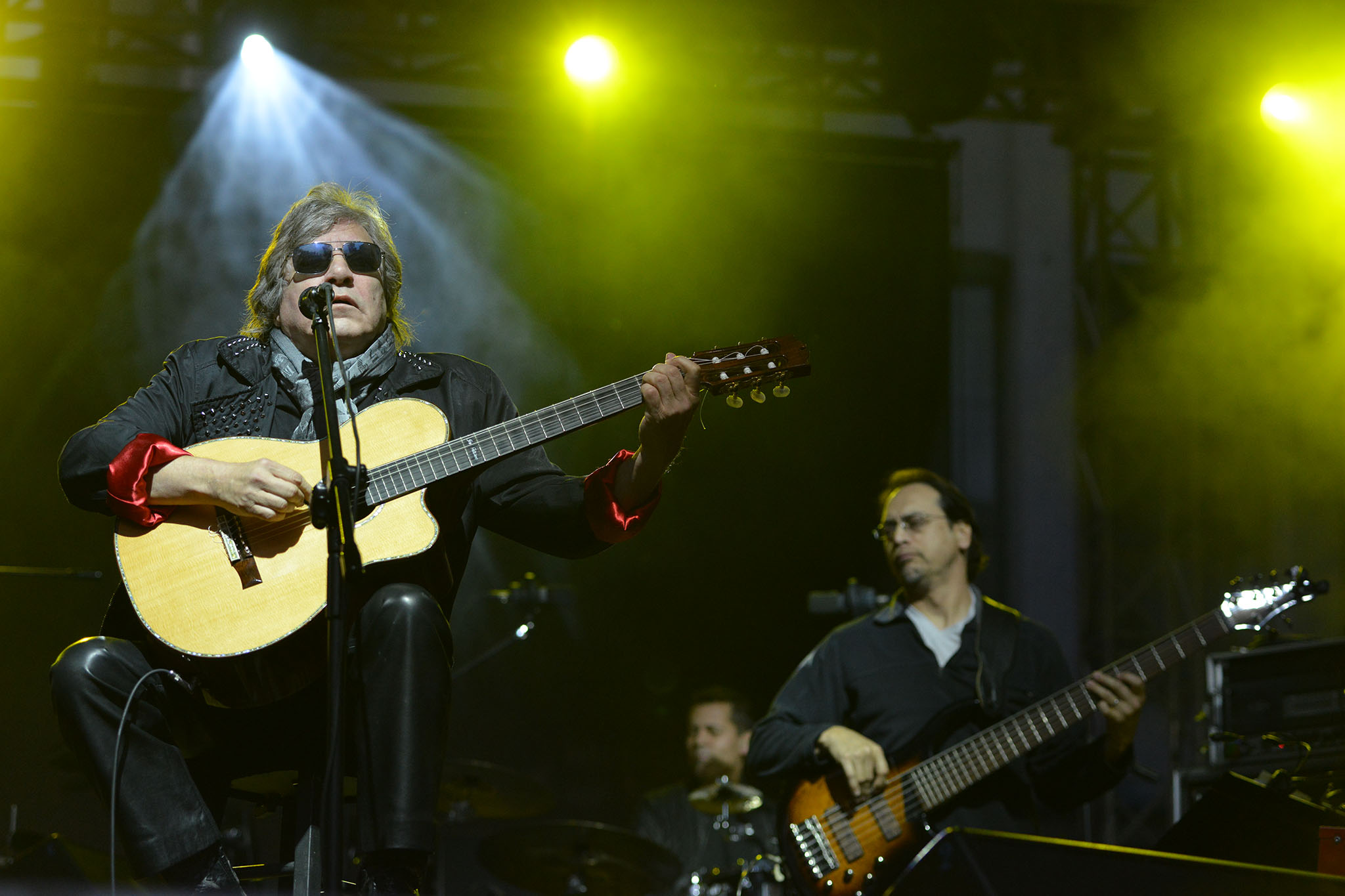
Feliciano in concerto in Polonia nel 2014

A inizio 2012 è ospite Memphis per i festeggiamenti dell'anniversario della nascita di Elvis Presley, e annuncia ai Fan del "re del rock" l'uscita per il 7 agosto 2012 dell'album totalmente in inglese "The King" dedicato a Elvis e co-prodotto da George Klein (ex produttore di Elvis), mentre a settembre 2012 viene lanciato l'album "Alma Rebelde" che è il primo album in spagnolo completamente rock.
A novembre 2017 esce il nuovo LP di Jazz e R&B "As You See Me Now" realizzato con il musicist inglese Jools Holland, una produzione di grande livello e che assieme a un tour tra Inghilterra Scozia Irlanda ha riportato Feliciano nelle classifiche inglesi dopo oltre 40 anni.
Sempre nel 2017 esce Mozart Castrato Arias (con Arno Raunig) mentre nel 2020 pubblica l'album Behind This Guitar.

## Vita privata
José Feliciano è stato sposato due volte. Lui e la sua prima moglie, Janna (1945-2018), divorziarono nel 1978. Feliciano incontrò la sua seconda moglie, Omillian, per la prima volta nel 1971 frequentandosi con lei per 11 anni prima di sposarsi nel 1982. La coppia ha due figli e risiede a Weston, Connecticut.
Fortemente religioso, è cattolico praticante e si è esibito in più occasioni in udienze private con diversi papi. Mai schieratosi apertamente in politica, Feliciano si considera pro-life.

## Stile musicale
Artista e chitarrista versatile e capace di interpretare vari generi musicali, dal pop latino alla musica leggera fino a pezzi esclusivamente strumentali; la nota Enciclopedia Treccani lo definisce come un chitarrista con una «completa padronanza tecnica dello strumento»

## Discografia

### In inglese
- 1964 The Voice and Guitar of Jose Feliciano
- 1965 Fantastic Feliciano
- 1966 A Bag Full of Soul
- 1968 Feliciano!
- 1968 Souled
- 1969 Feliciano - 10 to 23
- 1969 Alive Alive-O! (live)
- 1970 Fireworks
- 1970 Feliz Navidad (Christmas Album)
- 1971 Encore!
- 1971 Qué será (Che sarà)
- 1971 That the Spirit Needs
- 1972 Sings
- 1972 Memphis Menu
- 1973 Compartments
- 1973 In Concert at the Royal Albert Hall (live)
- 1974 For My Love, Mother Music
- 1974 And The Feeling's Good
- 1975 Just Wanna Rock and Roll
- 1976 Angela
- 1977 Sweet Soul Music
- 1981 Jose Feliciano
- 1983 Romance In The Night
- 1989 I'm Never Gonna Change
- 1990 Steppin' Out
- 1996 Present Tense
- 1996 On Second Thought
- 2000 The Season Of your Heart (The Genius nr.1)
- 2001 A Legend in concert in NY (live)
- 2006 Six String Lady (the instrumental album)
- 2007 Soundtrax of My Life
- 2009 The Paris Concert (live)
- 2009 American Classics
- 2009 Djangosims
- 2010 The Genius nr.2
- 2012 The King (Elvis by Jose Feliciano)
- 2017 As You See Me Now (con Jools Holland)
- 2017 Mozart Castrato Arias (con Arno Raunig)
- 2020 Behind This Guitar

### In spagnolo
- 1966 El Sentimiento La Voz y la Guitarra
- 1966 La Copa Rota
- 1967 Sombra
- 1967 ¡El Fantástico!
- 1967 Mas Éxitos de José
- 1968 Felicidades Con Lo Mejor de José Feliciano
- 1968 Sin Luz
- 1971 En Mi Soledad - No Llores
- 1971 José Feliciano Dos Cruces
- 1971 José Feliciano January 71
- 1971 José Feliciano Canta Otra
- 1982 Escenas de Amor
- 1983 Me Enamoré
- 1984 Como Tú Quieres
- 1985 Ya Soy Tuyo
- 1986 Te Amaré
- 1987 Tu Inmenso Amor
- 1990 Niña
- 1992 Latin Street '92
- 1996 Americano
- 1998 Señor Bolero
- 2001 Señor Bolero 2
- 2003 Guitarra Mía Tribute
- 2005 A México, Con Amor
- 2006 José Feliciano y amigos
- 2007 Señor Bachata
- 2008 Con Mexico en el corazon
- 2012 Alma Rebelde

### Singoli (pubblicati in Italia e significativi)
- Light My Fire / Quando Non Avevo Te - (RCA Italiana N 1565 - 1969)
- Lascia che l'Amore ti Passi Accanto / Chi Ti Adorava Se Ne Va -  (RCA Italiana N 1531 - 1969)
- Marley Purt Drive / Old Turkey Buzzard (L'Oro di Mackenna) - (RCA Italiana N 1573 - 1969)
- Destiny / Blackbird - (RCA Italiana  N 1610 - 1970)
- Feliz Navidad / Little Drummer Boy - non pubblicato in Italia
- Che sarà / There's No One About - (RCA Italiana N 1640 - 1971)
- Rain / Malagueña - (RCA Italiana N 1645 - 1971)
- Come Down Jesus / Only Once (RCA Italiana 74-0545 - 1971)
- Tale of Maria / Magnolia (RCA Italiana N 1671 - 1972)
- Compartments / Simple Song (RCA Italiana N 1683 - 5/1973)
- Chico and The Man - (RCA 1975) non pubblicato in Italia
- Affirmation - (RCA 1976) non pubblicato in Italia
- Angela / Willfull Strutt - (Private Stock Records 3C 006-97655/ EMI italiana - 1976)
- Marguerita / That Woman - (Private Stock Records 3C 006-98892 / EMI italiana - 1977)
- I'm Never Gonna Change / Ibiza - (EMI italiana 06 2032477 - 1989)

### Filmografia
- Aaron Loves Angela (1976) - cameo
- Fargo - cameo (non accreditato)